# فهرست مجلات در آلمان
فهرست مجلات در آلمان (انگلیسی: List of magazines in Germany)

## ۰–۹
- ۵وور۱۲

## مجلات
- براوو (مجله)
- مجله بوردا
- سیسرو (مجله)[۱]
- س ت
- اتو بیلد
- عکاسی دیجیتال
- فوکوس (مجله آلمانی)
- اینترنشنال پولیتیک
- یوگند (مجله)
- کاوه (مجله)
- کیکر (مجله ورزشی)
- سیاست بین‌الملل
- جوگند
- دنیای دونده‌ها